# Oscar Eliason
Anders Oskar Vilhelm Eliason, född 14 november 1863 i Klara församling, Stockholm, död 25 juni 1907 i Oscars församling,  Stockholm var en svensk skådespelare.

## Biografi
Eliason debuterade på Svenska teatern 1882, var 1883-1884 och 1888-1892 anställd hos August Lindberg, från 1890 i Göteborg. 1884-1885 och från 1892 var han anställd hos Albert Ranft, 1893-1895 i Göteborg och från 1895 i Stockholm. 1885-1886 arbetade han i Göteborg, 1886-1887 hos William Engelbrecht och 1887-1888 vid Vasateatern. Från 1892 var Eliason under ett tiotal somrar Djurgårdsteaterns ledande skådespelare. Eliason var en komisk karaktärsskådespelare och ansågs ha strålande fantasi, kultiverad smak och naturlig replikföring.
Bland hans roller märks Jago i Othello, Antolycos i En vintersaga, Stråman i Kärlekens komedi, Aslaksen i De ungas förbund, Manders i Gengångare, Tesman i Hedda Gabler, Lechat i Affär är affär, Pinglet i Spökhotellet och d:r Petypon i Damen från nattkaféet.
Eliason var 1889–1899 gift med skådespelerskan Sigrid Key.
Eliason avled i komplikationer efter en gallstensoperation. Han begravdes på Norra begravningsplatsen 1 juli 1907.

## Teater

### Roller (ej komplett)
| År   | Roll                            | Produktion                                                    | Regi            | Teater                     |
| ---- | ------------------------------- | ------------------------------------------------------------- | --------------- | -------------------------- |
| 1887 | Cascarino                       | Amors gengångare Louis Varney, Jules Prével och Armand Liorat |                 | Vasateatern                |
| 1887 | Adolphe Temidart                | Tre hattar Alfred Hennequin                                   |                 | Vasateatern                |
| 1887 | Javanon                         | Durand och Durand Maurice Ordonneau och Albin Valabrègue      |                 | Vasateatern                |
| 1888 | Adolf Stjernfeldt               | Hela verlden José Echegaray                                   |                 | August Lindbergs sällskap  |
| 1891 | Selby                           | Ett silverbröllop Emma Gad                                    |                 | Mindre teatern, Göteborg   |
| 1892 | Selby, fabrikör                 | Ett silverbröllop Emma Gad                                    |                 | Djurgårdsteatern           |
| 1892 |                                 | Gendarmen Pierre Decourcelle och Henri Debrit                 |                 | Djurgårdsteatern           |
| 1893 | Labarèdes                       | Picardan är hemma Alexandre Bisson                            |                 | Djurgårdsteatern           |
| 1893 | Ordryttaren                     | Spökerierna på slottet, revy Eric Sandberg                    |                 | Djurgårdsteatern           |
| 1893 |                                 | Gendarmen Pierre Decourcelle och Henri Debrit                 |                 | Djurgårdsteatern           |
| 1894 | Lord Francourt Babberly         | Charleys tant Brandon Thomas                                  |                 | Stora Teatern, Göteborg    |
| 1894 | En väldig                       | På Helgeandsholmen, revy Eric Sandberg                        |                 | Djurgårdsteatern           |
| 1895 | Poulard                         | Maskeraden Alexandre Bisson och Albert Carré                  |                 | Vasateatern                |
| 1896 | Lindén                          | Det stora förslaget Pehr Staaf                                |                 | Vasateatern                |
| 1896 | Mäster Jacob, kyrkoherde i Mora | Med Sveriges allmoge Hugo Fröding                             |                 | Arenateatern               |
| 1897 | Siems, artist och hotellägare   | Ungdomslek Frederik Leth Hansen                               |                 | Vasateatern                |
| 1898 | Jubelin                         | Marcelle Victorien Sardou                                     |                 | Vasateatern                |
| 1898 | Dagfinn Bonde                   | Kungsämnena Henrik Ibsen                                      | Harald Molander | Vasateatern                |
| 1898 | Saint Gaudens                   | Kameliadamen Alexandre Dumas d.y.                             |                 | Vasateatern                |
| 1898 | Härved Boson                    | Bröllopet på Ulfåsa Frans Hedberg                             | Harald Molander | Svenska teatern, Stockholm |
| 1898 | Professor Gylling               | Vid rikets port Knut Hamsun                                   |                 | Svenska teatern, Stockholm |
| 1898 | Bimke, fabrikör                 | Familjen Jensen Edgard Høyer                                  |                 | Svenska teatern, Stockholm |
| 1898 | Hertigen av Norfolk             | Konung Richard II William Shakespeare                         | August Lindberg | Svenska teatern, Stockholm |
| 1899 | Moritz Jäger                    | Vävarna Gerhart Hauptmann                                     | Harald Molander | Svenska teatern, Stockholm |
| 1900 | Ludvig XVIII                    | Colinette G. Lenotre och Gabriel Martin                       |                 | Vasateatern                |
| 1900 |                                 | Fritz Hermann Sudermann                                       |                 | Södra Teatern              |
| 1901 | Ernst Bjarne, ingenjör          | Stiliga Agusta Gustaf af Geijerstam                           | Albert Ranft    | Södra Teatern              |
| 1905 | Hövitsmannen                    | Bröllopet på Ulfåsa Frans Hedberg                             |                 | Svenska teatern, Stockholm |
| 1905 | Ramset                          | Daglannet Björnstjerne Björnson                               |                 | Svenska teatern, Stockholm |
| 1905 | Egholm, cigarrhandlare          | Agnete Amalie Skram                                           |                 | Svenska teatern, Stockholm |
| 1906 | Jacques, nuvarande ålderman     | Gillets hemlighet August Strindberg                           | Karl Hedberg    | Svenska teatern, Stockholm |
| 1906 | Beszjemenoff                    | Småborgare Maksim Gorkij                                      |                 | Svenska teatern, Stockholm |
| 1907 |                                 | Henrik IV William Shakespeare                                 |                 | Svenska teatern, Stockholm |
| 1907 | Doktor Rank                     | Ett dockhem Henrik Ibsen                                      |                 | Svenska teatern, Stockholm |